# Artabuinque
Artabuinque (em armênio: Արտաբույնք; romaniz.: Artabuynk’) e Eleguis (Եղեգիս, Ełegis)[a] é uma aldeia do município de Eleguis, na província de Vaiose Zor, na Armênia. De acordo com o censo de 2011, havia 984 habitantes no centro urbano.

## Geografia
Artabuinque está localizada na margem direita de um dos tributários direitos do rio Eleguis, um tributário do rio Arpa, cerca de 16 quilômetros a nordeste da cidade de Eleguenazor. Está enterrada em pomares de frutas e uvas. Nos lados leste e oeste da vila, erguem-se colinas íngremes. A maioria das casas tem telhados inclinados, enquanto o resto tem telhados planos de terra. É abundante em água. Subsiste de jardinagem e cultivo de tabaco. Em termos de infraestrutura, possui uma escola secundária, um centro cultural, uma biblioteca, um cinema e um centro médico.

## História
Originalmente, a aldeia era chamada Artaboim / Artabuinque. Na Antiguidade, fez parte do distrito (gavar) de Vaiose Zor, na província de Siúnia, no Reino da Armênia. Com o passar do tempo, seu nome foi distorcido para Erdapim e suas variantes. Parte de sua população descende de imigrantes de Coiunse, na região de Coi, no atual Irã, que vieram em 1829-30. Em 1831, 1897, 1926, 1939, 1959, 1970 e 1979, respectivamente, tinha 172, 530, 780, 1 055, 941, 1 107 e 1 023 residentes.
Em 10 de setembro de 1946, foi renomeada para Eleguis pelo Supremo Soviete da República Socialista Soviética da Armênia, mas na atualidade voltou a se chamar por seu nome original. Nas proximidades estão o complexo do mosteiro de Sacasecar (século XI), a fortaleza de Simbácio, vilas, ruínas de fortalezas e cemitérios com cachecares. Acima da aldeia, no vale de Cheri, há um local de oração-capela, que os moradores chamam de Cheri Jametum, e cerca de 2,5 quilômetros a nordeste, no desfiladeiro de Gunei, há vestígios de ruínas, dentro das quais pode ser vista uma entrada secreta que leva à encosta oposta da colina.